# Runway Visual Range
Runway Visual Range (RVR, dt. „Start-/Landebahnsichtweite“) gibt in der Luftfahrtmeteorologie die Distanz an, über die ein Pilot eines Flugzeugs auf der Mittellinie der Start- oder Landebahn die Markierungen zur Begrenzung der Bahn oder die Mittellinie sehen kann. Runway Visual Range wird in Fuß oder Meter angegeben. Die RVR wird im DWD nur bei Sichtweiten unter 1.500 Metern gemeldet.
RVR ist ein wichtiges Minimum-Kriterium für Instrumentenan- und -abflüge. Die RVR, falls sie in der AIP veröffentlicht ist, muss mindestens vorliegen, ansonsten ist der Instrumentenan- bzw. Abflug nicht durchführbar. Die RVR wird entweder über METAR, standardisierte, kurze Wettermeldungen der Flugplätze, veröffentlicht oder an Flugzeuge per Funk übermittelt, die sich im Landeanflug oder zum Start auf einen Flugplatz befinden.
RVR wird instrumentell mit sogenannten Transmissometern gemessen, welche nach dem Extinktionsgesetz die Pistensicht ermitteln.